# Knutholmen
Knutholmen est une île dans le landskap Sunnhordland du comté de Vestland. Elle appartient administrativement à Øygarden.

## Géographie
Rocheuse et couvert d'arbres, elle s'étend sur environ 248 m de longueur pour une largeur approximative de 184 m.